# Лёгкая, Ираида Ивановна
Ираида Ивановна Лёгкая (по первому браку — Ванделлос, по второму — Пушкарёва; 1 июля 1932, Тартак, Салиенская волость, Латвия — 28 августа 2020) — русская поэтесса и переводчица «второй волны» эмиграции, журналист и радиоведущая.

## Биография
Родилась в Латвии в семье священника (будущего епископа РПЦЗ) о. Иоанна (Лёгкого) (в 2014 году Ираида опубликовала книгу воспоминаний о своём отце — «Летающий архиерей»). В 1944 году семья была эвакуирована в Германию, а в 1949 года — эмигрировала в США.
Ираида училась в Школе общих исследований (School of General Studies) Колумбийского университета, где познакомилась с Рамоном Ванделлосом, за которого вскоре вышла замуж.
В 1963—1987 годах работала на радиостанции «Голос Америки», была калифорнийским, а затем нью-йоркским корреспондентом русского отдела станции.
В 1973 году вышла замуж второй раз — за урбаниста Бориса Сергеевича Пушкарёва (в 1990-е годы — председатель Народно-трудового союза российских солидаристов). С начала 1990-х годов неоднократно приезжала в Россию.

## Творчество
В 1952 году дебютировала как поэт в «Новом Журнале». Помимо него публиковалась в журналах «Время и мы», «Грани», «Возрождение». Была одним из создателей и членом редколлегии поэтического альманаха «Перекрёстки» (1977—1982).
В 1968 году выпустила первый сборник стихов «Попутный ветер», замеченный русскоязычными читателями и критиками (в частности, отзывы на сборник опубликовали поэт Валерий Перелешин и литературовед Саймон Карлинский). Впоследствии опубликовала ещё два стихотворных сборника. Произведения Лёгкой были помещены в антологию «Освобождённый Улисс».
Поэзия Лёгкой отличается своеобразием формы: в её стихах отсутствуют знаки препинания, для них характерно обилие неточных рифм и «ритмическая инверсия, создающая своеобразную динамику строк». При этом по мнению В. Перелешина, «лучшее у Ираиды Легкой — конечно, не отрицание запятых и не ее антирифмы. Лучшее — это ее находки, моменты поэтического „зрения и узрения смысла“, в которых она вдруг видит старое по-новому». Отталкиваясь от названия рецензируемого сборника, С. Карлинский назвал Лёгкую поэтом ветра: «Этот свободный ветер сдувает со стихов налет обыденности, разрывает привычную последовательность строк и образов и делает эти стихи своеобразными и самостоятельными».

## Рецензии
- Перелешин В. Людям нужны и свечи и слезы // Грани. — 1969. — № 72. — С. 224—226
- Карлинский С. И. Легкая. Попутный ветер // Новый журнал. — 1969. — № 94.
- Агеносов В., Павловец М. Волшебный голос Ираиды Лёгкой и ее стихи // Грани. — 2000. — № 193. — С. 244—253
- Михалевич-Каплан И. Нехожеными путями // Слово\Word. — 2015. — № 88.